# Into the Groove
«Into the Groove» es una canción interpretada por la cantante estadounidense Madonna, publicada para promocionar la película de 1985 Desperately Seeking Susan. Fue incluida en la reedición de su segundo álbum de estudio Like a Virgin y puesta a la venta el 23 de julio de 1985 por las compañías Sire y Warner Bros. Records como el cuarto sencillo del álbum fuera de Estados Unidos. La canción también figuró en el recopilatorio de remezclas You Can Dance (1987) y en los grandes éxitos The Immaculate Collection (1990) y Celebration (2009).
La inspiración principal de Madonna detrás de la canción fue la pista de baile y la compuso mientras observaba a un hombre puertorriqueño a través de su balcón. El tema se grabó en los estudios Sigma Sound, ubicados en Filadelfia. Aunque inicialmente fue compuesta para Chyne, la protegida de su amigo Mark Kamins, la cantante decidió utilizarla más tarde como parte de la banda sonora de la película Desperately Seeking Susan. En 2003 se creó «Into the Hollywood Groove», una remezcla del tema que contó con la participación de la rapera Missy Elliott para una campaña publicitaria de la marca de ropa GAP. «Into the Groove» consiste en una instrumentación de sintetizadores y cajas de ritmos. Para el estribillo, la voz de Madonna se grabó en pista doble. La canción también incluye contrastes musicales, sonidos sobrepuestos y la voz de la artista en un registro bajo durante el puente. La letra es simple y está compuesta como una invitación a bailar con la cantante, aunque también lleva insinuaciones sexuales y mensajes de doble sentido. 
La canción recibió elogios por parte de críticos contemporáneos y periodistas musicales. También logró un éxito comercial al llegar a la primera posición de las listas en Australia, Bélgica, España, Irlanda, Italia, Nueva Zelanda, Países Bajos y Reino Unido; en este último país fue el primer sencillo número uno de Madonna. En Estados Unidos, se publicó como el lado B del sencillo de 12" de «Angel», por lo que no era apto para entrar en la lista oficial Billboard Hot 100, según las reglas de la época. En 1990, la revista Billboard honró a la canción con el título de «sencillo dance de la década». Un videoclip, que consiste de escenas de la película, fue lanzado para acompañar la canción. Madonna interpretó «Into the Groove» en seis de sus giras musicales, la última de ellas en el Rebel Heart Tour de 2015-2016. Además, ha sido versionada por múltiples artistas, entre las que destaca la cantante australiana Dannii Minogue, quien la combinó con su sencillo «Don't Wanna Lose This Feeling».

## Antecedentes y grabación
«Into the Groove» fue compuesta y producida por Madonna y Stephen Bray. En una entrevista con la revista Time, la cantante dijo que escribió el tema mientras observaba a un chico latino a través de su balcón. Originalmente, la compuso para Chyne, la protegida de su amigo DJ Mark Kamins, aunque también había grabado una maqueta que Kamins pretendía modificar después. Sin embargo, cambió de parecer después de que Susan Seidelman, directora de la película Desperately Seeking Susan, le propuso incluirla en la banda sonora, para así tener un elemento más de promoción. La artista contactó a Bray para que entre los dos modificaran la canción y se pudiera adaptar a la cinta. Cuando Kamins se enteró, se puso furioso ya que no tuvo la cortesía de decirle que quería la canción para un propósito diferente. Se sintió traicionado por ella, quien le contestó: «Soy ruda, ambiciosa y sé exactamente lo que quiero. Si eso me hace una perra, está bien, entonces lo soy». Al final, Madonna ganó y el tema se incluyó en la película pero no en la banda sonora oficial, como se había estipulado anteriormente. El tema figuró como la sexta pista de la edición internacional de Like a Virgin, publicada en 1985 y fuera de los Estados Unidos. Sin embargo, en 1987 estuvo disponible en aquel país, junto con una versión extendida de «Everybody», como un sencillo promocional de 12" con el fin de promocionar el primer álbum de remezclas de la cantante, You Can Dance.
A diferencia del resto de las canciones del disco Like a Virgin, que se grabaron en el Power Station Studio en Nueva York, «Into the Groove» se grabó en los estudios Sigma Sound, ubicados en Filadelfia. En una reflexión acerca de las sesiones de grabación, Bray señaló de manera metafórica: «Siempre he tenido listas la caja torácica y el esqueleto de las canciones de antemano... ella les da los últimos retoques, como las cejas y el corte de pelo». La bailarina Erika Belle, amiga de la cantante, estuvo presente durante la grabación y vio todo el proceso. En la biografía Madonna, del autor Andrew Morton, Belle notó que en cierto punto de la grabación, Bray tuvo dificultades con el puente, porque la melodía que se le había ocurrido no se sincronizaba con el resto de la composición. Sin dejarse preocupar por estas dificultades, Madonna se puso al micrófono y cantó la frase Live out your fantasy here with me —en español: «Vive tu fantasía aquí conmigo»—. El problema de Bray quedó resuelto; Belle recordó la experiencia así: «[La canción] parecía salir de ella, me quedé impresionada». En 2003 Madonna grabó la remezcla «Into the Hollywood Groove», una combinación de «Into the Groove» y el sencillo «Hollywood», con la colaboración de la rapera Missy Elliott, para la campaña publicitaria de la marca de ropa GAP. Otra remezcla, compuesta por Josh Harris y Omar Galeano bajo el seudónimo «The Passengerz», se incluyó en el EP y cuarto álbum de remezclas de la cantante, Remixed & Revisited, publicado ese mismo año.
El vídeo musical está compuesto de escenas de la película, y las imágenes a menudo aluden a la letra de la canción. Doug Dowdle, de Parallax Productions, una empresa pionera en vídeos basados en películas durante la década de 1980, lo creó a partir de escenas de Desperately Seeking Susan. Esto se debió a que ya había cinco videoclips de Madonna en rotación a través de la cadena MTV, y Warner Bros. no quería saturar a los televidentes con uno nuevo. El autor Leo Tassoni sostuvo que «el tráiler que tenía como música de fondo "Into the Groove" parecía más un vídeo de Madonna que el avance de un filme». Durante una entrevista para la revista Rolling Stone realizada en 2009, la artista confesó que nunca había sido capaz de predecir si sus canciones habrían tenido un éxito comercial, independientemente de su opinión personal de ellas. Como ejemplo, citó a «Into the Groove» como una de las más «retardadas» que había compuesto, pero señaló que se convirtió en un éxito en las listas musicales.

## Composición

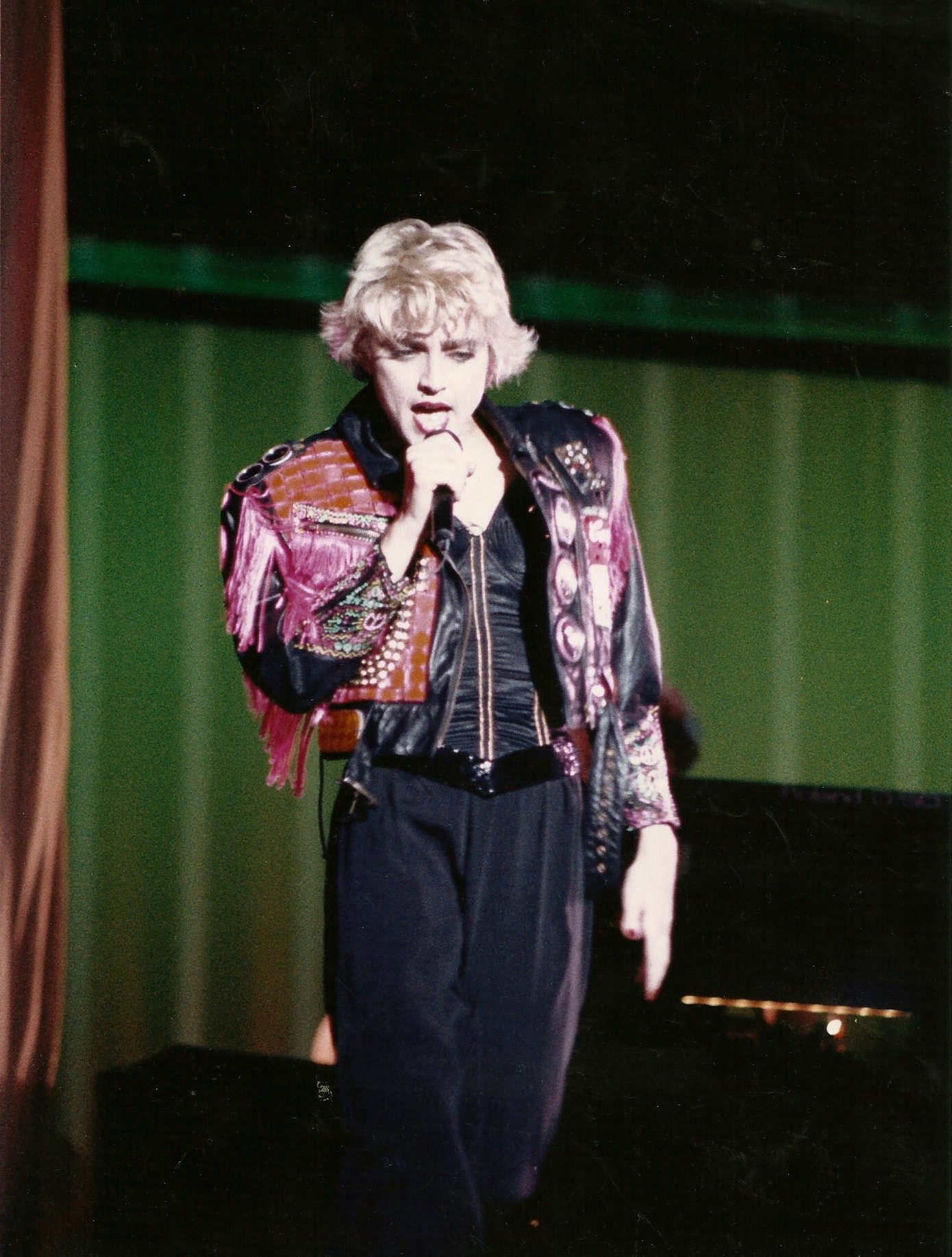
Madonna cantando «Into the Groove» durante uno de los conciertos de la gira Who's That Girl World Tour de 1987

«Into the Groove» comienza con una introducción en prosa por Madonna, seguida del sonido de percusiones y una línea de bajo sintetizado. A continuación, en el estribillo, la voz de la cantante se acompaña de un eco y los agudos se incrementan en forma similar. Además hay una línea de sintetizadores que se contraponen al ritmo principal, lo que le añade contraste. En el puente, donde Madonna canta la frase Live out your fantasy, su voz se aprecia con un registro más grave en comparación a las voces principales. Según la partitura publicada en Musicnotes.com por Alfred Publishing Co. Inc., la canción se establece en un compás de 4/4 con un tempo medio de 116 pulsaciones por minuto. Está compuesta en la tonalidad de mi♭ mayor y el registro vocal de Madonna se extiende desde la nota aguda do4 a la grave re5. Luego le sigue una progresión armónica de do menor7–si♭/do–do menor7–la♭7.
La canción fue remezclada por Shep Pettibone para el álbum You Can Dance (1987). Esta versión tiene presente overdubs con repeticiones continuas de la frase c'mon. El primer verso no comienza hasta después de 90 segundos de la remezcla. Luego de que canta por primera vez la línea Now I know you're mine —«Ahora sé que eres mío»—, hay un intermedio de percusión y se repiten las frases step to the beat y c'mon. El último verso incorpora voces con ecos, con una sobreposición de las frases. La canción termina con una instrumentación de congas, silbidos y timbales, dándole un estilo similar a la música mexicana. Pettibone, junto con el productor Goh Hotoda, volvió a remezclar la canción para el álbum recopilatorio The Immaculate Collection (1990).
La letra es simple y está compuesta como una invitación a bailar con la cantante, con insinuaciones sexuales y matices de doble sentido. Similar al sencillo anterior de Madonna, «Like a Virgin», la canción cuenta con un hook lírico dirigido a las mujeres tímidas. La línea At night I lock the door so no one else can see —«De noche cierro la puerta para que nadie más pueda ver»—, implicaba que Madonna no era tan agresiva como su imagen lo sugería. Según el escritor Clive Barker, los nostálgicos reconocen al instante la letra de la canción en las discotecas. Agregó que el verso Only when I'm dancing can I feel this free —«Solo cuando estoy bailando me puedo sentir así de libre»—, expresa la libertad que proporciona una pista de baile y la felicidad de encontrar libertad en la música. En la línea Live out your fantasy here with me —«Vive tu fantasía aquí conmigo»—, Barker cree que hay una notación neumática que difumina los límites de la realidad y se acerca al mundo de la fantasía.

## Recepción crítica
«Into the Groove» ha sido aclamada desde su lanzamiento. J. Randy Taraborrelli, autor de Madonna: An Intimate Biography, comentó que la canción demostró la capacidad de la cantante de crear música dance contagiosa. En su libro The Complete Guide to the Music of Madonna, Rikky Rooksby sostuvo que «te hará sentir que eres un ganador [...] y eso es lo mejor que la música pop puede hacer por ti. [Es] el primer gran sencillo de Madonna». Clive Barker y Simon Trussler, autores de New Theatre Quarterly, opinaron que era el primer himno de música disco de los años 1980. Toby Cresswell, en 1001 Songs: The Great Songs of All Time and the Artists, Stories and Secrets, sintieron que era «en la superficie, una dulce y limitada melodía [...] y luego está Madonna [...] arrastrando al mundo entero a su paraíso subterráneo. Toda la magia de los '80 se encuentra aquí». En Totally Awesome 80s: A Lexicon of the Music, Videos, Movies, TV Shows, Stars, and Trends of that Decadent Decade, Matthew Rettenmund declaró al tema como el mejor de la década de 1980 y que «aseguró el lugar de Madonna como reina de la música dance de la era». Los autores Dawn Keetley y John Pettigrew, en su libro Public Women, Public Words: A Documentary History of American Feminism, la llamaron «una canción con un tema fascinante», mientras que Leo Tassoni, en su biografía de Madonna, dijo que se trataba de un tema «increíblemente bailable».

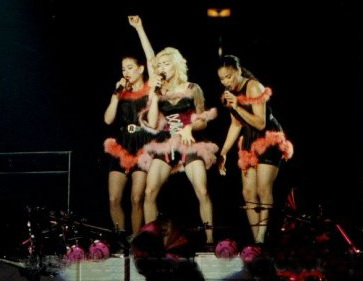
Madonna y sus coristas Donna DeLory (izquierda) y Niki Haris (derecha) interpretando «Into the Groove» durante la gira Blond Ambition World Tour de 1990

Santiago Fouz-Hernández y Freya Jarman-Ivens comentaron en Madonna's Drowned Worlds: New Approaches to her Cultural Transformations que era una canción «burlona y juguetona». Por su parte, Sal Cinquemani de la revista en línea Slant la colocó en el puesto número 29 de su listado 100 Greatest Dance Songs, y comentó al respecto: «Es difícil imaginar a la mujer más famosa del mundo bailando sola en su habitación por la noche, cerrando las puertas para que  No one else can see —«Nadie más pueda ver»— (como canta en "Groove"), incluso hace veinte años, no puedes dejar de creerle. La canción —y la interpretación de Madonna— son realmente buenas». Alfred Soto, de Stylus Magazine, comentó que «"Into the Groove" cumple tantos deseos como "Crazy for You"». Austin Scaggs, de la revista Rolling Stone, declaró que tenía «una línea de bajo increíble». En una reseña disco por disco de Madonna, Sebas E. Alonso, de la publicación española Jenesaispop, destacó el tema como uno de los mejores de Like a Virgin y señaló: «Si hay algo que diferencia a Madonna de otras cantantes de éxito es el modo en el que hace de sus títulos grandes declaraciones de intenciones [...] la canción de la banda sonora de Buscando a Susan desesperadamente, "Into The Groove", lo hace entre amor y música, resumiendo de nuevo en cinco minutos el sonido de los años '80». Además, Alonso la colocó en el decimosexto lugar de su listado de las mejores canciones de Madonna, donde se refirió a ella como un «inésperado clásico de los 80». El portal Digital Spy lo nombró «una colisión perfecta de dance, rock y pop, unida por el sexo y genialidad sin esfuerzo. La melodía de Madonna y su entonces colaborador Steve Bray es apropiadamente eufórica».
De modo similar, Louis Virtel, de TheBacklot.com, la ubicó en la cuarta posición en el conteo de los 100 temas más destacados de la intérprete, y mencionó que era «magnético, atractivo, fresco y compulsivamente bailable». Ana Marta González, autora del libro Ficción e identidad: Ensayos de Cultura Postmoderna, la calificó como «festiva» y «despreocupada». En mayo de 1990 Billboard honró la canción con el título de «Sencillo dance de la década». En 2003 la revista Q pidió a los admiradores de la artista que votaran sus veinte mejores sencillos, e «Into the Groove» quedó en tercer lugar. Por último, la revista Blender la ubicó en la posición noventa de su listado The 500 Greatest Songs Since You Were Born. Guillermo Alonso, de la edición española de la revista Vanity Fair, destacó el tema como el undécimo mejor sencillo de la cantante; al respecto comentó: «Describe exactamente la relación de amor de tres minutos que surge entre un consumidor de éxtasis y una canción en la pista de baile. No es ningún amante el que invita a bailar [...] Lo dice la canción, lo dice el éxtasis y lo dice Madonna». Matthew Jacobs del Huffington Post colocó el tema en la novena posición del conteo de los mejores sencillos de la cantante; dijo que era, después de «Like a Virgin», la mejor canción de Madonna de la década de 1980.
En febrero de 2013, Matthew Rettenmund, autor de la Encyclopedia Madonnica, la eligió como la mejor canción de la cantante en «La inmaculada percepción: cada canción de Madonna, de peor a mejor», una lista creada sobre las 221 pistas grabadas por la intérprete desde sus primeros comienzos en 1980 hasta ese entonces. Al respecto, escribió: «El single pop por excelencia de la década de 1980, ["Into the Groove"] resume perfectamente a la Madonna inicial: con una sugerente entrega vocal y un entusiasmo que se traduce maravillosamente en la pista de baile [...] permanece como un manifiesto dance». Figuró en la misma posición de la lista de Mayer Nissim, de PinkNews, quien escribió: «Madonna probablemente ha cantado canciones más emocionales, más bailables, más experimentales y técnicamente "mejores", pero como una destilación de la alegría del pop puro, "Into the Groove" se gana su lugar como su mejor sencillo. Una irresistible obra maestra de múltiples capas, que gira y da vueltas y te arrastra a lo largo de cada ritmo único y sin aliento». En 2018, la revista Billboard también la nombró el mejor sencillo de la intérprete; Andrew Unterberger comentó que «ningún otro artista en la historia del pop ha entendido tan bien que las líneas que separan la música, el baile, el sexo y el amor en entidades discretas son, en el mejor de los casos, tenues, y en "Into the Groove", los cuatro elementos se mezclan continuamente entre sí, volviéndose virtualmente intercambiables».

## Recepción comercial

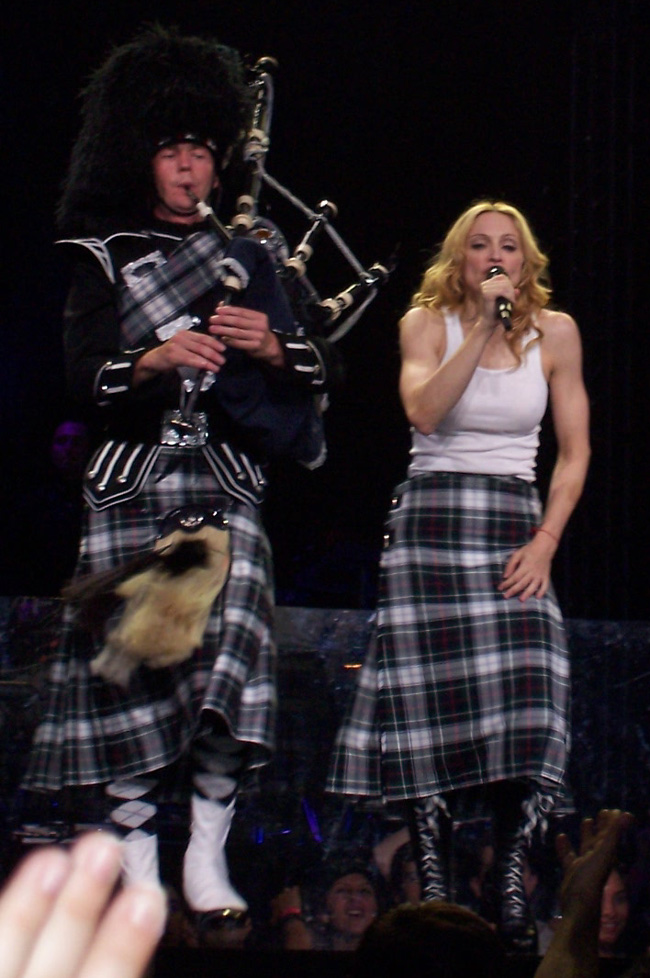
Madonna vestida con una falda escocesa mientras interpreta «Into the Groove» durante su gira Re-Invention World Tour de 2004

En los Estados Unidos, debido a que «Crazy for You» y «Material Girl» se publicaron casi al mismo tiempo, se decidió no poner a la venta «Into the Groove» para que no compitiera con «Angel», el tercer sencillo oficial de Like a Virgin. La canción eventualmente se publicó como el lado B del maxisencillo de «Angel», por lo que no era apta para entrar a la lista oficial de los Estados Unidos según las normas de aquella época. La canción ingresó en el puesto 40 de la lista Hot Dance Club Songs, como lado B de «Angel», el 1 de junio de 1985. Después de cuatro semanas alcanzó la cima del conteo y llegó a la posición 19 en los Hot R&B/Hip-Hop Songs. También logró el duodécimo lugar de las listas dance de Billboard y el primero en Hot Dance Singles Sales. «Into the Groove» sostiene el récord de ser la canción de Madonna más reproducida en la lista de recurrentes de Billboard. El 30 de julio de 1985, el maxisencillo de «Angel/Into the Groove» recibió un disco de oro por parte de la Recording Industry Association of America (RIAA) por la venta de un millón de copias en los Estados Unidos —el requerimiento de un sencillo de oro antes de 1989—, por lo que fue el primer maxisencillo en recibir una certificación de oro desde «Double Dutch Bus» (1981) de Frankie Smith. Para finales del año, la canción terminó en el duodécimo puesto de la lista anual de 1985 y había vendido aproximadamente 600 000 copias de su sencillo de 12" en los Estados Unidos.
En el Reino Unido, «Into the Groove» debutó en la cuarta posición de la lista UK Singles Chart el 27 de julio de 1985; alcanzó la cima y permaneció allí por cuatro semanas, mientras que en total dieciséis. La canción fue el primer éxito número uno de Madonna en ese país. Durante su estancia en el primer lugar, «Holiday», su sencillo anterior, alcanzó la segunda posición del listado, por lo que la convirtió en la primera artista en la historia de las listas del Reino Unido en ocupar las dos primeras posiciones. Obtuvo un disco de oro otorgado por la British Phonographic Industry (BPI), por haber comercializado más de 500 000 copias. Fue el tercer sencillo más vendido de 1985 en dicho país, detrás de «The Power of Love», de Jennifer Rush, y «I Know Him So Well», de Elaine Paige y Barbara Dickson. Según Official Charts Company, se han vendido 957 000 copias del tema allí para agosto de 2018. En Australia, «Into the Groove» entró, junto con «Angel», en lo más alto de la lista de Kent Music Report y, además, fue el segundo sencillo más vendido de 1985 en esa nación. En Francia, llegó al segundo lugar de la lista oficial y la Syndicat National de l'Édition Phonographique (SNEP) le otorgó un disco de oro por haber llegado a la cifra de 500 000 copias en el país. También estuvo en los veinte primeros puestos de las listas de Bélgica, Irlanda, los Países Bajos, Nueva Zelanda, Suiza y Europa.

## Presentaciones en directo
Madonna ha interpretado «Into the Groove» en sus giras Virgin (1985), Who's That Girl (1987), Blond Ambition (1990), Re-Invention (2004), Sticky & Sweet (2008-2009) y Rebel Heart Tour (2015-2016); además, la presentó en el concierto benéfico Live Aid, en el Estadio John F. Kennedy de Filadelfia, el 13 de julio de 1985. En The Virgin Tour, la canción fue la tercera del repertorio. La cantante usó un top azul transparente y ajustado que dejaba ver su sostén negro, una falda morada, unas medias de encaje y una chaqueta de estampado brillante. También llevaba crucifijos en su chaqueta y alrededor de su cuello. Llevaba el pelo recogido en una coleta y le caía de forma descuidada alrededor de sus orejas. Al igual que sus dos bailarines de fondo, llevaba una pandereta en la mano y juntos bailaron por el escenario y cantaron la canción delante de un micrófono. La actuación del tema se incluyó en el primer álbum de vídeo de la cantante, Madonna Live: The Virgin Tour, filmado en directo en Detroit.
En el Who's That Girl World Tour de 1987, fue la penúltima canción antes del encore. El atuendo que la cantante portó para la actuación fue inspirado por el artista Andy Warhol y consistía en un pantalón suelto que tenía dibujada una lata de sopa Campbell a un lado, la letra «U» en la parte delantera y la palabra dance en la parte de atrás, de modo que cuando Madonna se daba la vuelta los espectadores podían leer U [Can] Dance («Puedes bailar») —en inglés, la palabra «Can» puede significar tanto «lata» como «poder»—. Durante la mitad de la canción, el joven bailarín Chris Finch la acompañó en el escenario para bailar con ella. Madonna entonces se ponía un bolero rosado. Hacia el final, aparecen todos sus bailarines y cantantes de respaldo en el escenario, hacen una reverencia y terminan la interpretación. Se pueden encontrar dos actuaciones diferentes de esta gira en los vídeos Who's That Girl – Live in Japan, filmado el 22 de junio de 1987 en Tokio, Japón, y Ciao Italia: Live from Italy, rodado el 4 de septiembre en Turín, Italia.
Tres años después, en el Blond Ambition World Tour de 1990, la canción fue nuevamente interpretada antes del encore. En la actuación, Madonna y sus coristas Niki Haris y Donna De Lory son seducidas por tres bailarines masculinos con chaquetas de cuero. Ellas les piden que les «prueben su amor» y les preguntan si estarían dispuestos a usar un condón cuando sea necesario. Seguido de esto, las tres mujeres proceden a cantar la remezcla extendida de Shep Pettibone de «Into the Groove». El traje que la cantante usó consistió en un minivestido negro recortado y cosido con una cigüeña de peluche, llamada marabú. Existen dos actuaciones diferentes de esta gira: una figura en Blond Ambition World Tour Live, grabado en Niza el 5 de agosto de 1990 y la otra en Blond Ambition: Japan Tour 90, filmado en Yokohama el 27 de abril. En el Re-Invention World Tour de 2004, la canción daba inicio al último segmento del espectáculo, Escocés-Tribal. Empezaba con un grupo de gaiteros marchando por el escenario; luego, Madonna aparecía en el escenario vestida con una falda escocesa y una camiseta blanca para interpretar una versión editada de «Into the Groove», basada en la remezcla «Into the Hollywood Groove», junto con el gaitero escocés Lorne Cousin. La rapera Missy Elliott apareció en las pantallas de fondo para cantar su parte de la canción. Una interpretación de «Into the Groove» de esta gira apareció en el segundo documental y primer álbum en directo de Madonna, I'm Going to Tell You a Secret, de 2006.

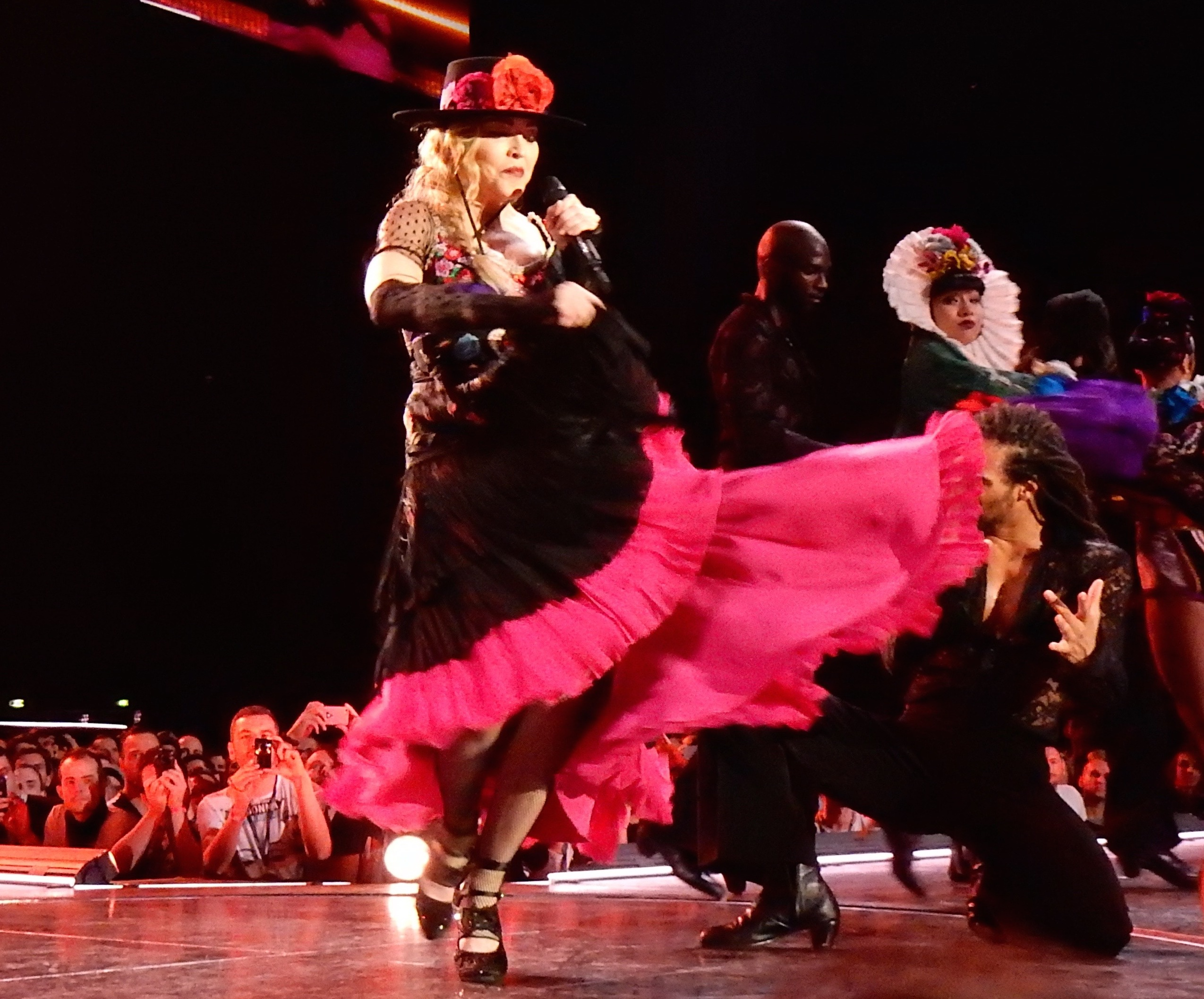
Madonna cantando «Into the Groove» en la gira Rebel Heart Tour; formó parte de un popurrí junto con «Dress You Up» y «Lucky Star»

La canción también formó parte de la gira Sticky & Sweet Tour, realizada en 2008 y 2009, donde daba inicio al segundo segmento del espectáculo, titulado Old School —Vieja escuela—. Durante la presentación se incorporaron samples de «Toop Toop» del dúo francés Cassius, «Double Dutch Bus» del cantante Frankie Smith, «Apache (Jump On It)» de The Sugarhill Gang y «Jump» de la propia Madonna. Madonna visitó unos shorts rojos, un chaleco y calcetínes negros. Este atuendo fue creado por el diseñador Jeremy Scott, quien se basó en los días de la cantante cuando llegó por primera vez a Nueva York. Cuando el tema inició, la cantante entró al escenario saltando la cuerda y la cantó mientras las pantallas de fondo mostraban caricaturas del artista Keith Haring. Sobre esta actuación,  Sebas E. Alonso de Jenesaispop dijo que «su interpretación, saltando a la comba a los 50 años, venía a demostrar que el amor por la pista de baile no tiene por qué desaparecer con el tiempo. Y qué buena noticia, la verdad». Dos de los conciertos ofrecidos en Buenos Aires, Argentina se grabaron y el sencillo se incluyó en el álbum en directo Sticky & Sweet Tour.
En el Rebel Heart Tour de 2015-2016, «Into the Groove» formó parte de un popurrí estilo cumbia y salsa junto con los temas «Dress You Up» y «Lucky Star» (1983). La presentación incluyó simbología del Día de Muertos e imágenes de bordados en las pantallas; la cantante, acompañada de bailarines mexicanos, vistió un largo vestido negro, guantes de encaje, sombrero y chal. En su reseña al concierto del Madison Square Garden en Nueva York, Rob Sheffield de Rolling Stone llamó la presentación «generosa y sin prisas», mientras que Joe Lynch de Billboard opinó que, «aunque [las] maracas fueron un poco excesivas, la nítida guitarra española hizo que [estas] canciones sonaran nuevamente orgánicas». Esta interpretación se puede encontrar en el quinto álbum en vivo de Madonna, Rebel Heart Tour (2017), aunque el fragmento de «Lucky Star» se omitió.

## Versiones de otros artistas

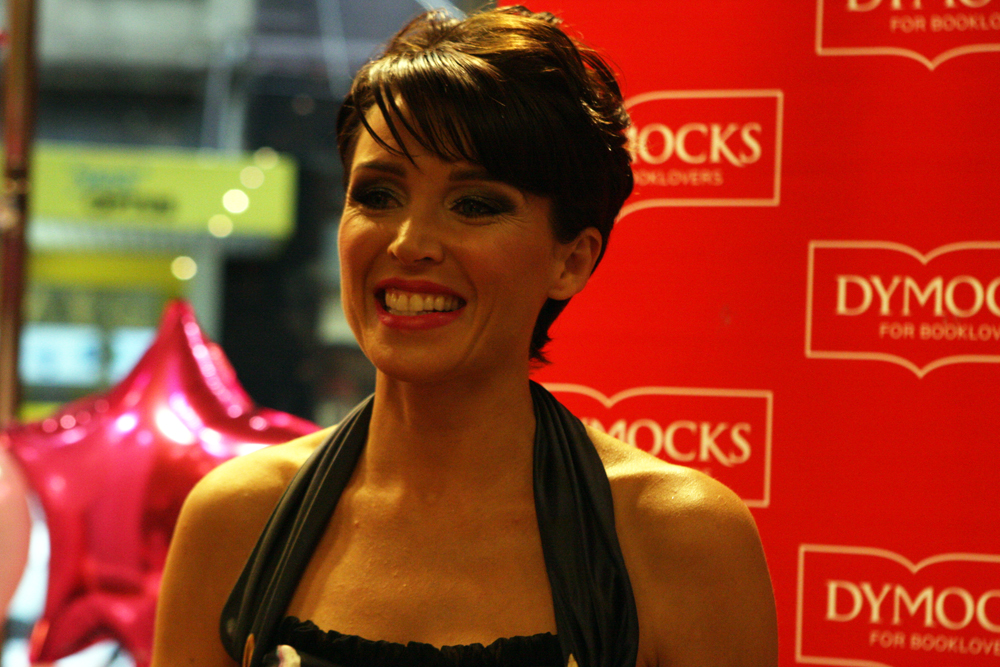
En 2007, Dannii Minogue (fotografía) combinó «Into the Groove» con su sencillo «Don't Wanna Lose This Feeling»

El elenco del programa de televisión infantil estadounidense Kids Incorporated versionó la canción en 1985; la letra original fue modificada de manera apropiada para el público infantil. La banda de rock Sonic Youth, bajo el seudónimo Ciccone Youth, grabó una versión en 1986 bajo el título «Into the Groove(y)» y figuró en el álbum de la banda The Whitey Album (1988). Dale Bozzio, exvocalista de Missing Persons, incluyó su cover del tema en el álbum tributo Virgin Voices 2000: A Tribute to Madonna. El trío musical Mad'House cantó una versión dance de «Into the Groove» en su álbum de 2002, Absolutely Mad. La cantante italiana Mina interpretó una versión «muy personal» de la canción en su álbum de 1988, Ridi pagliaccio. Una grabación del tema, realizada por el grupo francés Superbus, figuró en su álbum de 2002 Aéromusical. En 2007, el músico Jeremy Jay realizó una versión indie de la pista que se incluyó en el álbum tributo Through the Wilderness. La banda de synth pop The Magic Droid versionó el tema para su disco debut, Whats Your Medium? (2008).
En 2003, la cantante australiana Dannii Minogue realizó un mash up de «Into the Groove» y su canción «Don't Wanna Lose This Feeling», que se publicó como el cuarto y último sencillo de su álbum Neon Nights (2007). La instrumentación del tema y un sample vocal de Madonna se añadieron a la voz de Minogue, aunque su tono fue alterado para ajustarse al tempo original de la canción. Por último, en el año 2013, el tema se incluyó en el episodio «Puppet Master» de la quinta temporada de la serie de televisión estadounidense Glee, que contó con la colaboración especial de los cantantes Adam Lambert y Demi Lovato. Su versión se publicó como sencillo digital el 25 de noviembre de 2013.

## Lista de canciones y formatos
| Sencillo en CD |                                       |          |  |
| N.º            | Título                                | Duración |  |
| 1.             | «Angel» (Extended Dance Mix)          | 6:13     |  |
| 2.             | «Into the Groove» (versión del álbum) | 4:44     |  |

| Sencillo de 7" |                                       |          |  |
| N.º            | Título                                | Duración |  |
| 1.             | «Into the Groove» (versión del álbum) | 4:44     |  |
| 2.             | «Shoo-Bee-Doo» (versión del álbum)    | 5:14     |  |

| Sencillo de 7" |                                         |          |  |
| N.º            | Título                                  | Duración |  |
| 1.             | «Into the Groove» (versión del álbum)   | 4:44     |  |
| 2.             | «Physical Attraction» (versión editada) | 3:55     |  |

| Sencillo de 12" |                                       |          |  |
| N.º             | Título                                | Duración |  |
| 1.              | «Into the Groove» (versión del álbum) | 4:44     |  |
| 2.              | «Everybody»                           | 4:52     |  |
| 3.              | «Shoo-Bee-Doo»                        | 5:16     |  |

| Sencillo promocional de 12" de You Can Dance (1987) |                                       |          |  |
| N.º                                                 | Título                                | Duración |  |
| 1.                                                  | «Into the Groove» (versión extendida) | 8:31     |  |
| 2.                                                  | «Into the Groove» (versión dub)       | 6:22     |  |
| 3.                                                  | «Everybody» (versión extendida)       | 7:06     |  |

| Sencillo en CD (1989) |                                             |          |  |
| N.º                   | Título                                      | Duración |  |
| 1.                    | «Into the Groove» (versión del álbum)       | 4:44     |  |
| 2.                    | «Who's That Girl» (versión extendida)       | 3:58     |  |
| 3.                    | «Causing a Commotion» (Silver Screen Remix) | 4:21     |  |

## Posicionamiento en listas
| País (Lista 1985)                          | Mejor posición |
| ------------------------------------------ | -------------- |
| Alemania (Media Control Charts)            | 3              |
| Australia (Kent Music Chart) con «Angel»   | 1              |
| Austria (Ö3 Austria Top 40)                | 6              |
| Bélgica Flandes (Ultratop 50)              | 1              |
| Bélgica (VRT Top 30)                       | 1              |
| España (PROMUSICAE)                        | 1              |
| Estados Unidos (Hot Dance Music/Club Play) | 1              |
| Estados Unidos (Hot R&B/Hip-Hop Songs)     | 19             |
| Europa (European Hot 100 Singles)          | 2              |
| Francia (SNEP)                             | 2              |
| Italia (FIMI)                              | 1              |
| Irlanda (IRMA)                             | 1              |
| Japón (Oricon)                             | 37             |
| Noruega (VG-lista)                         | 3              |
| Nueva Zelanda (Recorded Music NZ)          | 1              |
| Países Bajos (Dutch Top 40)                | 1              |
| Países Bajos (Singles Top 100)             | 1              |
| Reino Unido (UK Singles Chart)             | 1              |
| Suecia (Sverigetopplistan)                 | 3              |
| Suiza (Schweizer Hitparade)                | 2              |

| País (Lista 1985)                          | Posición |
| ------------------------------------------ | -------- |
| Australia (Kent Music Chart) con «Angel»   | 3        |
| Estados Unidos (Hot Dance Music/Club Play) | 12       |
| Italia (FIMI)                              | 2        |
| Países Bajos (Single Top 100)              | 8        |
| Reino Unido (UK Singles Chart)             | 3        |
| Suiza (Schweizer Hitparade)                | 19       |

## Certificaciones
| País (organismo certificador) | Certificación | Ventas certificadas |
| ----------------------------- | ------------- | ------------------- |
| Estados Unidos (RIAA)         | Oro           | 1 000               |
| Francia (SNEP)                | Oro           | 500 000             |
| Reino Unido (BPI)             | Oro           | 500 000             |

## Créditos y personal
- Madonna: composición, voz, coros y producción.
- Stephen Bray: composición y producción.
- Shep Pettibone mezcla, producción adicional y edición de audio.
- Andy Wallace: ingeniería (remezcla).
- The Latin Rascals: edición de audio.

Créditos adaptados de las notas de Like a Virgin (reedición de 1985) y You Can Dance.